# Huanzidong Shuiku
Huanzidong Shuiku (kinesiska: 獾子洞水库) är en reservoar i Kina. Den ligger i provinsen Liaoning, i den nordöstra delen av landet, omkring 73 kilometer nordväst om provinshuvudstaden Shenyang. Huanzidong Shuiku ligger 55 meter över havet. Arean är 18,4 kvadratkilometer. Trakten runt Huanzidong Shuiku består till största delen av jordbruksmark. Den sträcker sig 5,0 kilometer i nord-sydlig riktning, och 6,0 kilometer i öst-västlig riktning.
Genomsnittlig årsnederbörd är 867 millimeter. Den regnigaste månaden är juli, med i genomsnitt 195 mm nederbörd, och den torraste är januari, med 9 mm nederbörd.